# Aventignan
Aventignan település Franciaországban, Hautes-Pyrénées megyében. Lakosainak száma 207 fő (2022. január 1.). Aventignan Saint-Paul, Générest, Lombrès, Mazères-de-Neste, Montégut és Tibiran-Jaunac községekkel határos.

## Népesség
A település népességének változása:
| Lakosok száma | 198  | 200  | 210  | 205  | 208  | 208  | 208  | 209  | 207  |
|               | 2013 | 2015 | 2016 | 2017 | 2018 | 2019 | 2020 | 2021 | 2022 |